# Bereznyik
Bereznyik (oroszul: Березник) városi jellegű település Oroszország Arhangelszki területén, a Vinogradov járás székhelye.
Lakossága: 6018 fő (a 2010. évi népszámláláskor).
Az Arhangelszki terület központi részén, Arhangelszktől kb. 270 km-re délkeletre, az Északi-Dvina középső folyásának bal partján fekszik. Közelében torkollik a folyóba a Vaga. Folyami kikötő.
A településen át vezet a Vologda–Arhangelszk (M-8 jelű „Holmogori”) autóút. A legközelebbi vasútállomás a 192 km-re lévő Holmogorszkaja, a Konosa–Arhangelszk vasútvonalon.
A szovjet korszakban épített, kis gépek fogadására alkalmas repülőtere, melyet akkor a régió légijáratai érintettek, a 2010-es évek elején használaton kívül, elhagyott állapotban volt. 
Bereznyik 1929 óta járási székhely. A járás területének legnagyobb részét erdő borítja, gazdaságának is legfontosabb ágazata a faipar, a fakitermelés.